# بيل ديكي
بيل ديكي هو لاعب هوكي الجليد كندي، ولد في 20 فبراير 1916 في كامبلتون ‏ في كندا، وتوفي في 23 ديسمبر 1997.

## وصلات خارجية
- بيل ديكي على موقع دوري الهوكي الوطني (الإنجليزية)
- بيل ديكي على موقع قاعة مشاهير الهوكي (لاعب أن.إتش.أل) (الإنجليزية)
- بيل ديكي على موقع EliteProspects.com (الإنجليزية)
- بيل ديكي على موقع HockeyDB.com (الإنجليزية)
- بيل ديكي على موقع Hockey-Reference.com (الإنجليزية)